# Ghana aux Jeux olympiques d'été de 1992
Le Ghana participe aux Jeux olympiques d'été de 1992 à Barcelone. Sa délégation est composée de 35 athlètes dont 33 hommes dont 20 sélectionnés dans l'équipe de football. Le Ghana est présent dans trois autres sports, l'athlétisme, la boxe et le tennis de table.

## Liste des médaillés ghanéens
L'équipe ghanéenne de football remporte la médaille de bronze grâce à sa victoire 1-0 en petite finale contre l'Australie